# الليبرالية في أوروبا
في العموم، تعد الليبرالية في أوروبا حركة سياسية تدعم طيفًا واسعًا من الحريات الفردية وحكومة محدودة دستوريًا وخاضعة للمساءلة الديمقراطية. توجد هذه المشتقات الأوروبية لليبرالية التقليدية في الحركات والأحزاب الوسطية فضلًا عن بعض الأحزاب من يسار الوسط ويمين الوسط.
حين تنقسم الليبرالية إلى قسمين في أوروبا، فإنها إلى حد كبير «اشتراكية» و«محافظة». يختلف هذا بعض الشيء عن الطريقة الأمريكية لتقسيم الليبرالية إلى «عصرية» (ليبرالية ببساطة) و«كلاسيكية» (ليبرتارية أو تحررية)، أغلب الليبرالية في أوروبا هي الليبرالية الكلاسيكية. (تمتد جذور الليبرالية الاجتماعية التقدمية الأوروبية إلى التطرف، أو الفكرة الليبرالية الكلاسيكية اليسارية).
عادة ما يدعم الليبراليون الأوروبيون فكرة الفيدرالية في الاتحاد الأوروبي.

## الممارسات الليبرالية
تتبنى الأحزاب السياسية الليبرالية سياسات محددة، والتي يستطيع دارس العلوم الاجتماعية قراءتها من بياناتها الحزبية، أو أن يستشف منها الإجراءات والقوانين الفعلية التي أقرتها الأحزاب الليبرالية ظاهريًا. توضح المصادر المدرجة أدناه بعض المواقف الليبرالية الحالية في أوروبا.
- سياسات الأحزاب الليبرالية في الحكومة، بما في ذلك تلك المندرجة في تنظيمات التحالف (مع الأخذ في الاعتبار أن أعضاء التحالف يقدمون تنازلات)، لأنها تظهر ما على الليبراليين لقبوله وكذلك سياسات الأحزاب الليبرالية في المعارضة.
- مواقف فصيل «تحالف الليبراليون والديمقراطيون من أجل أوروبا» في البرلمان الأوروبي والبيانات الانتخابية لحزب تحالف الليبراليون والديمقراطيون من أجل أوروبا.[3]
- منتدى الحزب الديمقراطي الحر الألماني، الذي لم يخضع نسبيًا لأي إشراف، والذي يوضح المخاوف الليبرالية الشعبية. أما مواقف الأحزاب الليبرالية الأخرى، مثل حزب الديمقراطيين الليبراليين البريطاني، وحزب الديمقراطيون 66 الهولندي، فهي أكثر اعتدالًا، وبالتالي أكثر تمثيلًا لسياسة الأحزاب الليبرالية.[4][5]
- الموقع البلجيكي / مركز الأبحاث (Liberales.be)، الذي لديه مقالات مطولة عن السياسات الليبرالية الجديدة.[6]
- وجهات نظر وسياسات «معهد المجتمع المفتوح»، لأنها تزعم صراحة أنها مستمدة من مبادئ الفيلسوف الليبرالي الهام، كارل بوبر.
- إستراتيجية لشبونة للاتحاد الأوروبي، إذ أنها تحظى بدعم قوي من الأحزاب الليبرالية، وتحدد رؤية لأوروبا في المستقبل.

بالإضافة إلى ذلك، يمكن الاستدلال على فضائل القيم الليبرالية من برامج وسياسات الفكر التحرري التي يتبعها صندوق النقد الدولي والبنك الدولي.
تؤكد الليبرالية الظاهرة في هذه المصادر، بالمقارنة مع الإيديولوجيات الأخرى، على الإيمان بالتنمية الفردية كمحرك للمجتمع والدولة التي توفر شبكة أمان اجتماعي. تختلف السياسات الليبرالية من بلد إلى آخر ومن حزب إلى آخر.

## المذهب الفكري
تنقسم الليبرالية الأوروبية إلى حد كبير إلى الليبرالية الكلاسيكية (الاقتصادية عمليًا) والاجتماعية المحافظة.
لليبرالية في أوروبا معنى مختلف عن دلالتها في السياسة المعاصرة في الولايات المتحدة. في أمريكا، قد يختلط الليبراليون بالديمقراطيين الاجتماعيين واليساريين الذين ينادون بحكومة أوسع، وبعض أشكال الحمائية والمزيد من التدخل الاقتصادي، في حين أن الليبراليين الأوروبيين عادة ما يفضلون حكومة محدودة وتجارة حرة والتزامًا بالليبرالية الاقتصادية. في سياق السياسة الأوروبية، يشار إلى الليبرالية عمومًا بكونها الليبرالية الكلاسيكية (بما في ذلك يسار الوسط ويمين الوسط)، لذا فإن الليبرالية الكلاسيكية في السياسة الأوروبية تعني «يمين الوسط» مع اتجاه ليبرالي اقتصادي بارز. (حزب الاتحاد من أجل الديمقراطية في ألمانيا مثال على ذلك). هناك وجهة نظر ترى أن التيار الليبرالي المحافظ (مثل الليبرالية المنظمة، والديمقراطية المسيحية، وغيرها) في أوروبا لديها ميول ليبرالية اقتصادية أضعف من الليبرالية الاجتماعية. إلا أن الليبراليين الكلاسيكيين (الليبراليين الاقتصاديين) يندرجون أحيانًا تحت مظلة الليبراليين المحافظين.